# Dito Chanidze
Dimitri "Dito" Ivanovitch Chanidze (em georgiano:  დიმიტრი დიტო შანიძე, em russo:  Дито Иванович Шанидзе; 8 de fevereiro de 1937, em Derchi – 18 de novembro de 2010, em Tbilisi) é um georgiano, ex-halterofilista da União Soviética.
Dito Chanidze ganhou duas medalhas de prata nos Jogos Olímpicos, em 1968 e em 1972, na categoria até 60 kg. Foi campeão mundial em 1973.
Em 1972, em Tallinn, Dito Chanidze estabeleceu um recorde mundial no total combinado, no triplo levantamento (desenvolvimento [movimento-padrão depois abolido] +arranque+arremesso) — 402,5 kg —, na categoria até 60 kg.